# كنديون مصريون
الكنديون المصريون هم كنديون من أصل مصري سواء مهاجرو الجيل الأول لكندا أوالمتحدرين من المصريين الذين هاجروا لكندا. حسب تعداد 2006، كان هناك 54875 مصري في كندا، رغم أن توقعات حديثة أكثر من قبل الجمعيات الكندية المصرية تقول أنهم 60000. أكبر مجموعة دينية ضمن الكنديين المصريين هم الأقباط الأرثوذكس الذي يبلغون حوالي 50,000 فردا في كندا ويوجد مجموعات أخرى أقل عددا مثل المسلمين السنة والأقباط الكاثوليك والأقباط الإنجيليون والمصريون الأرمن. قرابة معظم الكنديين المصريين يقطنون بكثافة في تورونتو ومونتريال وأونتاريو. والبعض منهم يتوزعون على بريتش كولمبيا.
حسب تعداد 2021، قال سفير مصر في كندا ان عدد الجالية المصرية في كندا 300 ألف مصري يعيش في كندا لهم إسهام وتأثير كبير في الساحة الكندية أساتذة جامعات ورؤوساء جامعات وعلماء، وهناك من حصلوا على نياشين تكريما لهم.

## هجرة المصريين الى كندا
وفقاً لآخر احصائية اجرتها الحكومة الكندية حول عدد المهاجرين داخل كندا من الجنسيات المختلفة فقد شكل المصريون المجموعة الأكبر من المهاجرين العرب في فترة 1945 – 1975، وتحديداً 37,3% منهم، وقدموا لأسباب سياسية واقتصادية متصلة بأزمة السويس عام 1956 وسياسة التأميم التي انتهجها الرئيس المصري جمال عبد الناصر. وكان معظم مصريي موجة الهجرة المذكورة من المسيحيين المتحدرين من مهاجرين لبنانيين وسوريين استقروا في مصر في القرن التاسع عشر وأوائل القرن العشرين.

## مشاهير كنديون من اصول مصرية
- شريف السبعاوي
- مينا مسعود
- عمر العقاد
- احمد ابو المعاطي
- بيتر عطية
- شادي النحاس
- شادية دروري
- عادل اسكندر
- مي التلمساني
- مانويل تادرس
- هاني رشيد
- هايدي الطباخ